# Giuseppe Volpi
Giuseppe Volpi, 1º Conde de Misurata (Veneza, 19 de Novembro de 1877 - Roma, 16 de novembro de 1947) foi um político e empresário italiano que serviu como ministro da economia de Mussolini entre 1925 e 1928.

## Biografia
Conde Volpi ficou conhecido por desenvolver utilitários que trouxeram eletricidade para Veneza, nordeste da Itália, e para os Balcãs por volta de 1903. Entre 1911 e 1912, Volpi agiu como negociador para acabar com a guerra ítalo-turca. Mais tarde, entre 1921 e 1925, tornou-se governador da colônia italiana de Tripolitania, na Líbia.
Após a crise econômica que derrubou o então ministro da economia italiana, Alberto De Stefani, Volpi assumiu em seu lugar e permaneceu no cargo por quase três anos, até 1928. Durante este período, atrelou o valor da lira ao valor de ouro para trazer estabilidade cambial e negociou com sucesso as dívidas contraídas pela Itália durante a Primeira Guerra Mundial com os Estados Unidos e com a Inglaterra.  Giuseppe Volpi foi substituído no ministério em julho de 1928 por Antonio Moscini. O conde Giuseppe também foi o fundador do Festival de Veneza. Seu filho é manager da Fórmula 1, Giovanni Volpi.